# 頂き女子りりちゃん事件
頂き女子りりちゃん事件（いただきじょしりりちゃんじけん）は、2020年代前半の日本で起きた恋愛詐欺およびその関連事件。「頂き女子りりちゃん」を名乗る女A（逮捕当時25歳）が、マッチングアプリ等で知り合った男性らの恋愛感情を利用して、3名の被害者から計約1億5000万円を騙し取った。またその手法をマニュアル化しオンラインで販売、その購入者らが計約1000万円を詐取するのを幇助したほか、自身が詐取した金員を所得として申告せず、所得税約4000万円を脱税した。
実際にAのマニュアルを購入・実践し逮捕された女性を含む、同様の詐欺手口を行う女性を指す語として「頂き女子」が広まり、2023ユーキャン新語・流行語大賞にもノミネートされた。
また、Aは詐欺で得た金を全てホストクラブにつぎ込んでおり、相手方の担当ホストX、同店の責任者Yも犯罪で得た金と知りながらこれを受け取ったことで罪に問われた。こうした「ホス狂」女性の存在やそれにつけ込むホストクラブ側の在り方が問題視され、2023年以降のホストクラブ規制や条例制定・法改正議論につながった。

## 経緯

### 「頂き女子」の登場

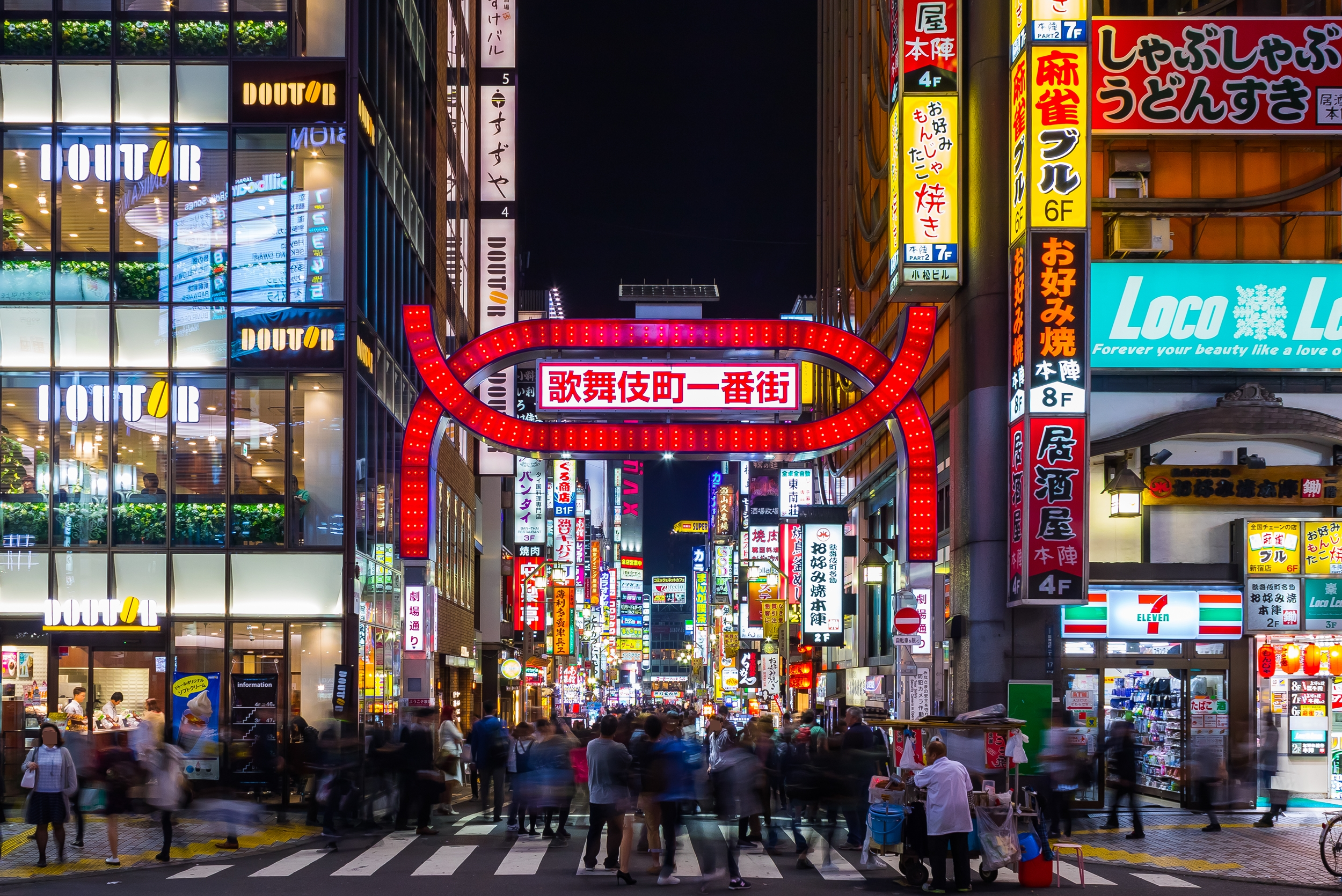
女Aは新宿歌舞伎町のカプセルホテルを定宿としており、逮捕時もそこに警察が踏み込んだ。

事件の犯人である女Aは、1998年（平成10年）5月11日生まれ（逮捕当時25歳）。逮捕当時は住所不定、無職。本事件以前に、異種罰金前科1犯があった。神奈川県出身で、父親から虐待を受けて育った。後に東海テレビが公開した手記では「家族4人で何処かに出掛けた記憶も、仲良く会話した記憶も、仲良くご飯を食べた記憶も、何もありません」「いつも暗い雰囲気が家の中にまとわりついていると、私は感じていました」と書いている。また、Aにはベトナム国籍の夫がいるが、これは勤務先の風俗店で知り合った日本人経営者に「ベトナム人と結婚したら、お金をあげる」と言われ受け入れたことによる偽装結婚であり、A自身は夫の所在も連絡先も把握していない。
Aは2018年ごろより東京に出て新宿歌舞伎町のカプセルホテルに泊り込みホストクラブに通うようになり、そのための資金を得る目的で風俗店で働き始め、さらには客に恋愛感情を抱かせて金銭を騙し取るようになった。
従来、風俗店やキャバクラで働く女性が店を通さずに客から直接金銭を受け取る行為は「裏引き」と呼ばれていた。「りりちゃん」と名乗ってXなどのSNSでホストに貢ぐ様子を発信したり、YouTubeに顔出しで動画を投稿したりしていたAは、「私たちはお金を引くのではなく、頂いているんです」と言って2020年ごろより「頂き女子」を名乗るようになり、やがて同様のホス狂女性やパパ活を行う女性らからカリスマ的人気を得ていく。Aはこうした発信活動において「人妻JKりりちゃん」「魔法少女りりちゃん」などと自称していたが、このうち「人妻」は上述したベトナム人男性との偽装結婚を意味するものであり、事実である。また、Aは後述の「頂き」の手法や、その手法のうちターゲットの信頼を得る手順を「魔法」「魔法をかける」と呼んだ。

### 詐欺行為の詳細
Aが「頂き」と称した詐欺行為の手口は、マッチングアプリ等を通じて知り合った男性らに対し、好意があるかのように装って相手の恋愛感情を喚起しつつ、様々な名目で繰り返し金銭を搾取するというものであった。被害者の中には長年の貯蓄を切り崩したり、生命保険を解約して金銭を工面したりし、ほぼ全財産を騙し取られた者もいた。こうして詐取した金銭は、ホストクラブでの遊興に費消された。詳細には以下の通り。
- 2021年（令和3年）3月30日 - 31日までの間に、東京都内またはその周辺で、インターネットで知り合った男性（当時51歳ないしは54歳）へ「家賃を滞納していて、退去を免れるためには滞納した家賃を支払う必要があり、必ず返済するので、家賃の支払いに充てる金を貸して欲しい」とする虚偽の内容をLINEで送信し、3回に渡って計65万円を自身の銀行口座に振込入金させた[16]。
  - 同男性に対し、4月2日、「知人から借金をしていてその返済をする必要があり、必ず返済するので、知人への借金の返済に充てる金を貸してほしい」とする虚偽の内容をLINEで送信し、同日中に20万円を振込入金させた[16]。
  - 同男性に対し、4月5日、「事故を起こして知人にけがをさせ、同知人に金銭を支払う必要がある上、滞納している携帯電話料金を支払う必要があり、必ず返済するので、知人への支払や携帯電話料金の支払に充てる金を貸してほしい」とする虚偽の内容をLINEで送信し、同日中に35万円を振込入金させた[17]。
  - 同男性に対し、4月13日 - 28日までの間に、「カードローンの滞納分を支払う必要があり、必ず返済するので、カードローンの返済に充てる金を貸してほしい」とする虚偽の内容をLINEで送信し、4月14日 - 28日までの間、3回に渡り、計1110万円を振込入金させた[18]。
  - 同男性に対し、4月30日 - 6月30日までの間に、「親と不仲であり、親と縁を切りたいが、そのためには、これまで親が負担した養育費を手切金として返さねばならず、必ず返済するので、親への手切金の支払に充てる金を貸してほしい」とする虚偽の内容をLINEで送信し、4月30日 - 6月30日までの間、11回に渡り、計2120万円を振込入金させた[19]。
  - 同男性に対し、2021年7月16日 - 2022年2月4日までの間、「過去にアパレル会社を設立した際に複数の知人から借金をして、その返済を求められており、必ず返済するので、知人への借金の返済に充てる金を貸してほしい」とする虚偽の内容をLINEで送信し、2021年7月16日 - 2022年2月4日までの間、19回に渡り、計4028万円を振込入金させた[20]。
  - 同男性に対し、2022年2月12日 - 24日までの間に、「資金力のある男性と結婚する予定であり、必ず返済するので、知人への返済に充てる金を貸してほしい」とする虚偽の内容をLINEで送信し、24日、1500万円を振込入金させた[20]。
  - 同男性に対し、2022年4月14日 - 2023年8月6日までの間、「必ず返済するので、知人への借金の返済に充てる金を貸してほしい」とする虚偽の内容をLINEで送信し、2022年4月28日 - 2023年8月6日までの間、37回に渡り、計2826万円を振込入金させた[20]。
- 2023年（令和5年）4月26日 - 27日までの間に、東京都内またはその周辺で、インターネットで知り合った男性（当時50歳）へ「親と縁を切るために手切金として800万円を支払わなければならない」などとする虚偽の内容をLINEで送信し、同日中に現金200万円を自身の銀行口座に振込入金させた。5月1日には渋谷区の銀行支店敷地内で被害男性と面会し、現金600万円の交付を受けた[21]。
  - 同男性に対し、5月11日 - 12日までの間に、「池田」なる人物に2714万円の借金があり、この借金を返済すれば当該被害男性と同居できるとの虚偽の内容をLINEで送信し、同日中に男性に2680万円を振込入金させた。23日にはさらに、36万円を振込入金させた[21]。
  - 同男性に対し、5月15日 - 16日までの間に、携帯電話料金の支払いを滞納しているとの虚偽の内容をLINEで送信し、同日中に男性に11万円を振込入金させた[22]。
  - 同男性に対し、6月21日 - 7月18日までの間に、「池田」なる人物に500万円ないしは1000万円の借金があり、このうち自分が用立てるべき分を返済すれば被害男性と同居できる旨の虚偽の内容をLINEで送信し、7回に渡って計317万1000円を振込入金させた[23]。
  - 同男性に対し、8月4日、携帯電話料金の支払いを滞納しているとの虚偽の内容をLINEで送信し、同日中に男性に2万円を振込入金させた[23]。
- 2023年（令和5年）6月7日、東京都内またはその周辺で、インターネットで知り合った男性（当時57歳）へ「知人から借金をしていてその返済をする必要があるので、知人への借金の返済に充てる金を貸してほしい」とする虚偽の内容をLINEで送信し、同日中に自身の銀行口座へ30万円を振込入金させた[24]。
  - 同男性に対し、7月3日、「知人から借金をしていてその返済をする必要があるので、知人への借金の返済に充てる金を貸してほしい」とする虚偽の内容をLINEで送信し、同日中に自身の銀行口座へ10万円を振込入金させた[25]。

### 脱税
男性から金銭を詐取していたAは、所得税を免れようと考え、2021年（令和3年）分の実際の総所得金額が7315万197円であり、所得税額および復興特別所得税額が2865万5000円であったにも拘わらず、法定納期限の2022年3月15日までに、所沢税務署長に対して所得税および復興特別所得税の確定申告書を提出せず、所得税2806万5622円を脱税した。
さらに、2022年（令和4年）分の実際の総所得金額が3768万9728円であり、所得税額および復興特別所得税額が1253万3300円であったにも拘わらず、法定納期限の2023年3月15日までに、所沢税務署長に対して所得税および復興特別所得税の確定申告書を提出せず、所得税1227万5514円を脱税した。

### 「マニュアル」による詐欺幇助
Aは「頂き女子」を名乗りだした2020年ごろより「おぢ」と呼ぶターゲット男性から金銭を得るための「マニュアル」を情報商材としてオンラインで販売し始めた。
「マニュアル」は3種類あり、男性に恋愛感情を抱かせ、心配させるような相談を持ちかけて金銭を得る手順や、具体的なLINEメッセージの送り方などが記載されていた。また、追加料金を支払うと「りりちゃん」本人から通話での「個別指導」を受けたり、LINEのオープンチャット機能を使った情報共有コミュニティに参加できたりといった特典が得られる仕組みであった。「マニュアル」購入者は約1000名に上るとされる。オープンチャットには2020年時点で約300名が参加していた。
「マニュアル」によれば、上述したようなAの「頂き」の手口は「信頼関係構築」「お金を頂くための会話」「アフターケア」により構成される。Aは「アフターケアが一番大事」と強調していた。「アフターケア」は金銭を受け取った後に「あなたのお陰で助かった」と感謝を伝え、関係を継続することで次の「頂き」につなげることを指す。この「大金を奪っても姿を消さない」という行動はAが従来の詐欺師とは大きく異なった点であり、これによってターゲットを安心させることができ、Aがターゲットらに被害届を出されることはなかった。Aは「5年連続詐欺被害届0件プレイヤー」を自称した。
2021年7月には「りりちゃん」がYouTuberのコレコレの投稿動画に登場し、「頂き女子」の手法や情報商材の販売について紹介。詐欺や脱税の可能性が指摘され騒動となった。
2022年6月7日ごろ、愛知県名古屋市の女子大生である女B（逮捕当時20歳）は、Aの「マニュアル」を計2万8000円で購入し、2023年2月2日には、Aから通話で、男性の籠絡方法についてのアドバイスも受けた。そして3月21日 - 5月11日にかけて、Bは「マニュアル」のノウハウとAの手助けで、インターネットで知り合った名古屋市および知立市の2人の男性から、計1065万円を詐取した。
Bはスマートフォンを2台使用し、偽名「村山かな」を名乗ってマッチングアプリで知り合った男性らに近づいた。「村山かな」として「同居している友人のBに家賃を肩代わりしてもらっている」「Bに借金をしていて返さないと同居を続けられない」などの嘘を話し、その後Bの名前では「責任を感じたかながAVの出演契約を結び、違約金を払わなければならない」などと連絡した。心配した男性らから、それらの返済や支払いのためとして、複数回にわたり金を受け取った。また、名古屋市の男性の件では「風俗スカウトマンに170万円借金している」と偽り、Bの通うホストクラブで働くホストの男Zが風俗スカウトマンに成りすまし、金の受け取り役を担当した。いずれの男性に対しても、最後にはBから「かなが拉致された」と言って連絡を断った。

## 逮捕
2023年（令和5年）5月12日、「村山かな」とBがトラブルに巻き込まれていると心配した男性の1人が愛知県警中警察署に相談し、Bの容疑が浮上。翌5月13日に女Bが詐欺の容疑で逮捕された。また、Bの共犯としてホストの男Zも逮捕された。
警察がBの自宅を家宅捜索したところAの作成した「マニュアル」が発見され、Aにも捜査が及んだ。2023年8月23日、新宿歌舞伎町のカプセルホテルにいたAは、Bの詐欺に対する詐欺幇助の容疑で愛知県警察に逮捕され、愛知県へ移送された。

### 再逮捕
2023年9月20日、Aが同年5月ごろに茨城県に住む男性から約2700万円を詐取したとして詐欺罪で再逮捕されたことが報じられた。Aは男性に「起業するために借金をしていて、払わなければ風俗店に体を売らなければいけない」と説明し金銭を騙し取っていた。Aの銀行口座には複数の男性から計1億6000万円以上の振り込みが確認された。その後、茨城県男性の件で追起訴された際には当該男性分の被害金額が約3,800万円と報じられている。
2023年10月22日、横浜市の男性に同様の嘘を話し、2021年7月から2022年6月にかけて6回にわたり計約5200万円を振り込ませたとしてAが再逮捕された。
Aが詐欺罪などで公判中の2024年1月31日、名古屋国税局は、Aが2021年 - 2022年に詐欺によって得た約1億1000万円の税務申告を怠り、所得税約4000万円を脱税した疑いがあるとして、所得税法違反容疑で名古屋地方検察庁に告発したことを発表した。翌2月1日、名古屋地方検察庁特捜部は、同容疑でAを追起訴した。

### ホストクラブ関係者の逮捕
2023年10月23日、Aが通うホストクラブの担当ホストである男Xと、同店舗の責任者である男Yが、横浜市の男性から詐取した金が含まれていると知りながら、Aから現金約4000万円を飲食代などとして受け取ったとして、組織的な犯罪の処罰及び犯罪収益の規制等に関する法律（組織的犯罪処罰法）違反（犯罪収益収受）の容疑で逮捕された。

## 公判

### 第一審
女Aの裁判は、2023年11月2日から名古屋地方裁判所で開かれた。初回公判では詐欺幇助罪の審理が行われた。12月6日に第2回公判。2024年2月16日に第3回公判。3月15日の第4回公判では情状証人として作家の草下シンヤ、写真家の立花奈央子が証言台に立った。Aの弁護人はAの母親に電話で証言を依頼したが、これは断られた。検察は懲役13年・罰金1200万円を求刑した。弁護側はAが父親から虐待を受けた生い立ちを紹介し、孤独感からホストクラブ通いに至ったことを説明。「被告はホストに利用されたにすぎない」「社会的制裁は十分に受けている」として寛大な判決を求めた。
詐欺罪の法定刑は10年以下の懲役であるが、元検事で弁護士の高橋麻理によれば、本件は詐欺幇助および所得税法違反との併合罪として評価され、量刑の上限が15年まで引き上げられたと考えられる。
同年4月22日の第一審判決公判では、男性3人から総計1億5500万円以上を騙し取った詐欺の罪などで、Aに懲役9年・罰金800万円の判決が下された。判決では、「被害者らの男性心理を手玉に取り、その好意に付け込む誠に狡猾な犯行である」とし、被害額が多額であり、ほぼ全財産を騙し取られた被害者もいるなど、生じた結果は重大であるとした。また、「マニュアル」の販売や購入者への助言によって同種の犯罪を主体的に助長している点も悪質であるとし、「被告人は、意中のホストらの売上げに貢献するための資金を得たいなどと考えて本件各犯行に及んでおり、その動機は誠に身勝手で酌むべき余地はない。以上によれば、被告人の刑事責任は相当重いといわざるを得ない」との判断を下した。
2024年5月1日、被告Aの弁護士が第一審名古屋地裁の判決を不服として控訴した。

### 第二審
Aの控訴審は2024年（令和6年）8月17日から名古屋高等裁判所（田邊三保子裁判長）で開かれ、この1回で結審、9月30日に判決公判と速やかに進められた。
第1回公判では弁護側が地裁判決を不当と主張し、Aは「ホストクラブ以外に居場所があるとわかったから、今後は詐欺をする理由もない」と述べた。一方で検察側は控訴棄却を求めた。
判決公判では、詐取金の使い先であるホストクラブのホストが、被害者に一部を弁済していることなどから、名古屋地裁判決が破棄され、懲役8年6月・罰金800万円に減軽した判決が言い渡された。判決では「原判決後、被告人は改めて、自身の責任が重大であることを自覚し、被害者らに謝罪の意思を示すなど、被告人なりに更に反省を深めている」「各犯行の詐取金の使途先であるホストが同被害者に損害賠償として1800万円を支払うとともに、同ホストが勤めていたホストクラブの店長も同被害者に損害賠償として1140万円を支払うことを予定しており、交渉中であることなどが認められる」とし、「こうした事情と原判決の量刑を併せ考慮すると、原判決の量刑は重過ぎるに至ったというべきであり、原判決を破棄しなければ明らかに正義に反すると認められる」と判断を下している。
10月15日、弁護側は第二審判決も不服として上告したが、翌2025年（令和7年）1月16日までに、最高裁判所第3小法廷（宇賀克也裁判長）は上告を退ける判断を下し、第二審判決が確定した。

### 関連公判
Aの第一審公判期間と並行して、女Bが「マニュアル」を用いて男性2人から計1065万円を詐取した件の公判も行われた。
2023年（令和5年）11月9日、Bの共犯の男Zは「犯行で必要不可欠な役割を果たした」として、名古屋地裁が懲役2年・執行猶予4年（被害者との示談を踏まえ執行猶予相当）の判決を下した。さらに2023年12月15日、名古屋地裁は女Bに懲役3年・執行猶予5年の判決を言い渡した。
また、Aが通ったホストクラブ関係者らの公判も行われた。
2024年（令和6年）11月7日、名古屋地裁は、元ホストの男XがAの詐欺マニュアルの存在や詐欺の事実を知りながら犯罪収益の受け取りを繰り返したとして、懲役3年・執行猶予5年、罰金80万円と、追徴金1000万円余りを言い渡した。男X側は控訴した。
2025年（令和7年）2月21日、名古屋地裁はホストクラブ元責任者Yに懲役2年・執行猶予4年、罰金80万円の判決を言い渡した。
2025年3月12日、男Xの控訴審で名古屋高裁は、一審判決後に共犯であるYが被害者に弁済を行ったことなどを踏まえて「追徴は重すぎる」と判断し、追徴金を取り消した懲役3年・執行猶予5年、罰金80万円の判決を言い渡した。
2025年6月26日、ホストクラブ責任者元Yの控訴審で名古屋高裁は、一審判決を支持しYの控訴を棄却した。

## 加害者支援と被害弁済

### 支援者の存在
歌手の大森靖子は2024年3月から行った『大森靖子アルティメット自由字架ツアー 2024』の前半公演で「すべての頂き女子りりちゃんに捧げます」と前置きしてから自身の楽曲「パーティードレス」を披露した。勾留中のAにもこれが伝えられ、Aは感謝を示している。また、大森からAへの手紙も届けられた。
第一審で証言台に立った草下シンヤと立花奈央子はAが逮捕される以前からの支援者である。草下はAの運営するグループチャットの話題をXに投稿し、それが広まったことをきっかけとしてAと交流を持つようになった。草下はAにAの行為が詐欺や脱税にあたることを忠告し、ホスト通いをやめることから始める再犯防止策を講じ、支援していた。その中でAが信頼できるであろう同性の友人として草下が紹介したのが立花である。
Aは詐取した金銭を全てホストに使っていたため、逮捕時には現金をほとんど持っていなかった。草下と立花は第一審公判中に「被害弁済プロジェクト」を立ち上げ、Aに被害者への弁済をする過程で自らの罪を認識させ、それにより再犯を防止することを目指した。草下によれば、控訴は量刑不当を理由としているものの、実際には被害弁済のための期間を確保するためである。
また、アーティストの増田ぴろよはAに2回ほど接見し、Aの描いたイラストなどが掲載された小冊子『月刊頂き女子』を制作している。

### 被害弁済プロジェクト
A個人が印税収益等で金銭を得ると、未納の税金として差し押さえられてしまうため、被害金返済のための合同会社「いぬわん」を立ててそこで会計管理がなされている。会社の立ち上げはAの弁護人、草下、立花の3名によるもの。
具体的には、各種の収益が一時的に合同会社いぬわんに入り、そのうち半分が業務委託料としてAに支払われるが、この業務委託料は国税局に第三者差押えされているため実際上は合同会社いぬわんから国税局に支払われる。残った半分のうち税務等に関わる必要最低限の経費を引いた全額がいぬわんから被害者への弁済に充てられるとしている。設立者の3名は役員報酬や弁護士費用といった金銭を一切受け取っていない。

#### 獄中日記と手記の出版
Aは勾留中より、獄中日記を書き、立花を通してXアカウント「りりちゃんはごくちゅうです」で公開していた。これを書籍化し売上げを弁済にあてることが計画されている。
また、二審判決前の2024年9月より、Aが自身の半生をまとめた手記『りりちゃん、しゅき。』がnoteにて有料で連載開始された。これは最初に書かれ東海テレビが公開した全87枚の手記を、東海テレビが独占し返却しなかったため、新たに書き直されたものである。1話300円で、収益は弁済にあてられ、1冊にまとめての書籍化も検討されている。手記は2024年9月に約67万円、翌10月に約120万円を売り上げた。

#### 映画制作
2024年（令和6年）10月24日、頂き女子りりちゃんを題材とした短編映画『頂き女子』の制作が発表され、同時に予告編ショートフィルムが公開された。立花がプロデューサーを務め、小林勇貴が監督を務める。主演のりりちゃん役にはアイドルグループLADYBABYのメンバー月街えいが選ばれた。予告編では上述の大森靖子「パーティードレス」が劇中歌として使用されている。主演の月街は、上述の増田ぴろよ『月間頂き女子』創刊号においても立花が撮影したイメージグラビアのモデルとして登場している。
当初は2024年11月よりクラウドファンディング方式で本編の制作資金を募る予定であったが、反響を受けて「製作陣自らの力で動いていくことが望ましいという結論に至りました」としてクラウドファンディングの実施を撤回している。

#### プロジェクト中止
2025年（令和7年）4月1日、合同会社いぬわんはXアカウント「りりちゃんはごくちゅうです」を通して、「被害弁済プロジェクト」が継続不可能となり、それに伴い同年7月末日までに合同会社を解散する予定であると発表した。
同発表によれば、解散は2024年8月30日にAから草下に届いた手紙に端を発する。手紙の中でAは実在する暴力団組織の人間とされる男性X（発表当時は関東の拘置所に収容中）と手紙のやり取りをしていること、その男性との結婚を望んでいることを明かした。結婚するためにはAの現在の夫であるベトナム人男性との離婚が必要であり、Aはこれを自身の弁護人に要請したが、弁護人はこれを受理しなかった。
合同会社いぬわんは当該男性の手紙の内容から男性Xと反社会的組織との関わりが否定しきれないと判断し、被害弁済資金の透明性の観点から、Aに対し「X氏との婚姻手続きと被害弁済プロジェクトを同時に進めていくことは困難である」と通告し、手記の新規公開を停止するなどの対応を行った。これを受け、2024年12月3日にAから立花に届いた手紙でAは「いぬわんたん〔合同会社いぬわん〕も必要です。ごめんなさい」「被害弁済します」と改めて表明した。
しかし、同年12月26日にAから立花に届いた手紙では文体がこれまでと一変しており、Aは「自己の意思に基づき現支援活動の全ての停止及び解散を申し立てます」と宣言。これまでのプロジェクトがA本人への報告・連絡・相談なしに進んでいることへの不信感を示し、「いぬわんの収益をX氏の口座に振り込むこと」「振り込まない際は横領の罪で法的処置を行うこと」といった要求・主張を行った。一方のいぬわん側は収益状況や金銭の流れは手紙や面会を通してAに繰り返し説明してきたと主張している。こうした状況から、合同会社いぬわんはAに被害弁済の意志がなくなり、合同会社社員たる支援者らとの信頼関係も崩壊したため、被害弁済プロジェクトの継続が不可能となったと判断した。
同発表時点における合同会社いぬわんの収益は、note記事の入金が258万3674円、合同会社社員参加イベントによる入金が10万9544円で、上述のスキーム通り全額が国税局への納税と被害者への弁済に充てられるとしている。

## 批判・論評
心理学者の富田隆は、Aが「マニュアル」内でターゲット男性を「頂き」やすい方から順に「ギバー」「マッチャー」「テイカー」と3段階に分類し「ギバー」をメインターゲットとしたことを「理に適っている」と述べている。富田によれば「“りりちゃん”の『おぢ』の分類の仕方は新進気鋭の組織心理学者アダム・グラントが提唱している“人間の類型”と同じ」であり、「『ギバー』の数は決して多くないですから、夜のお仕事などを通じて出会い、SNS上のコミュニケーションを通して親しくなれさえすれば、半分は成功したようなものでしょう」と分析している。
作家の北原みのりは、2024年に朝日新聞デジタルが青森県住宅供給公社巨額横領事件の連載を開始したことから「頂き女子りりちゃん」を連想し、「若い女性と中年男性の組み合わせの質が、23年前の「アニータさん」の頃とは違うのかもしれない」「中年男性の恋愛感情を利用し、簡単に大金を手に入れようとする若い女に対して、『絶対に許さない』という処罰感情が、もしかしたらこの国は23年前よりも深まっているのではないか」と指摘した。
2024年10月9日にゲンロンカフェで行われた「弱者男性」をテーマとする座談会では、テーマのひとつに「頂き女子りりちゃん」が取り上げられた。

メディア論・社会学者の山内萌は、「マニュアル」の内容について「りりちゃんが意識しているのは、まさしくエロティック・キャピタルそのものでしょう」と述べた。

批評家の藤田直哉は、「りりちゃん」がマニュアルで指南した、頂き女子がその手順において演じるべきキャラについて、『ノルウェイの森』のヒロインの直子や2000年代の美少女ゲームのヒロインなど、「おじ世代が思春期に接したフィクションに出てくるヒロインたち」との類似を指摘した。
月刊「創」編集長の篠田博之は、Aの最高裁上告や映画プロジェクトの始動に対して上がった「金儲けするのか」「被害者のことを考えろ」といった反発の声を紹介。その上で「上告せずに刑を確定させてしまうと、今手がけていることを中断せざるをえない。よって軌道に乗るまでは裁判を終了させるわけにはいかないというわけだ。」と分析した。さらに「被害弁済プロジェクト」について「こうした犯罪に加害者やこの社会がどう対応すべきかについて一つの案を提示しており、そのことについてもう少し踏み込んだ議論をすべきだ」「犯罪を犯した側が社会的活動によって被害弁済を図るという、異例の動きが始まった」とその意義を評価している。
ライターの石井達也は映画『頂き女子』制作発表にあたり、事件について「彼女の存在、および彼女が生み出したものがなぜ多くの人の関心を呼び、支持され続けているのかは考える必要があるだろう」と述べ、映画の制作については「『頂く』ことの社会的背景や、それをめぐる倫理観を問い直す彼女の生き方は、特に消費社会やSNSに依存した現代の中で、今後もますます重要なテーマとなっていくことは間違いない。それを映画を通して問いかける意義はある。」と評価した上で、「それらを誤解を与えず映画として描くには並大抵ではない覚悟が必要になる」と釘を刺している。

## 影響

### 「頂き女子」の広まり
Aが作った造語「頂き女子」は同様の手口で「裏引き」を行う女性や恋愛詐欺を行う女性の俗称として一般にも広まった。歌舞伎町の文化に詳しいライターの佐々木チワワは、「頂き女子」の行為は「パパ活をさらに悪質にしたもの」で、恋愛関係を作って嘘の悩みを打ち明け、金銭を騙し取る点が特徴だとしている。
Aの初公判日と重なる2023年11月2日には「頂き女子」が2023ユーキャン新語・流行語大賞のノミネート30語に選ばれたことが発表された。
2024年6月には、名古屋市の女が、前年10月から12月にかけてマッチングアプリで知り合った男性から現金計106万円を詐取した疑いで逮捕された。女は男性に「卒業式で袴を着たい」「看護師試験の参考書代が必要」などと嘘をついた。女は警察の調べに対し「頂き女子りりちゃんとは、別の人物からレクチャーを受けていた」などと話した。
2024年10月から11月には、東京都の女が、マッチングアプリで知り合った男性らからロマンス詐欺の手口で金銭を詐取したとして複数回逮捕された。被害者は90人、被害総額1億300万円と報じられ、女は「第2の頂き女子りりちゃん」と呼ばれた。「りりちゃん」事件と同様に、この女が金を使った先のホストも、詐欺で得た金と知りながらこれを受け取った容疑で逮捕されている。

### ホスト規制の強化

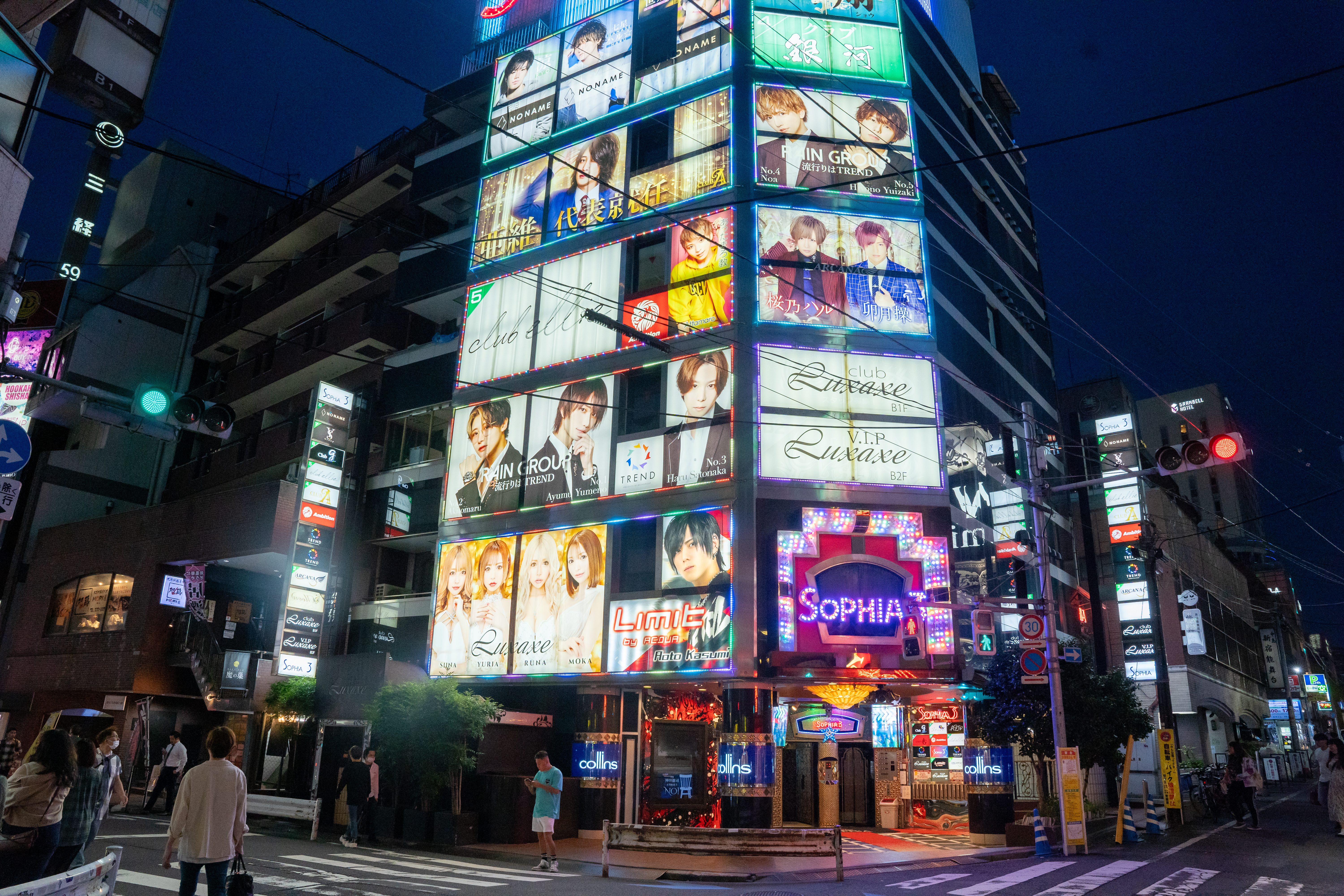
新宿歌舞伎町のソフィア3ビル。ホストクラブの看板が並ぶ

#### 背景
2020年代前半のホストクラブ業界は「歌舞伎町歴代最高記録」が出るなどバブルの時代を迎えていた。また、前出のライター佐々木は、「ホス狂」とも呼ばれる客の女性らについて「彼女らはSNSを駆使し、パパ活やギャラ飲みなど様々な方法でカネを稼ぎ、ホストに還元する。ホストに対し、従来のような疑似恋愛というよりも『ファンとアイドルの関係性』を求めているケースが多いのだ。」と分析している。
こうした時代背景の中で起きたこの事件を契機として「悪質ホストクラブ」の問題が大きく取り上げられ、2023年以降、女Aが多額の金銭を詐取し使い込む原因の一端となったホストクラブや、その売掛システムに警察の捜査が及んだ。

#### 組織的犯罪処罰法の適用
弁護士の小杉俊介は、ホストXと責任者Yが「組織的な犯罪の処罰及び犯罪収益の規制等に関する法律（組織的犯罪処罰法、犯罪収益等収受）」で逮捕されたことについて、「この法律は、組織犯罪に対処するために制定された法律であり、ここでいう組織犯罪とは国内で言えばいわゆる反社であり、国際的にはテロ組織等です。（中略）この法律がはたして本件に適用できるのか。少なくとも、似たような先例はなさそうです。」と見解を示した。同じく弁護士の菊地幸夫も「普通暴力団相手に使うような法律がホスト側の摘発に使われていて、それは場合によっては裏にそういう組織がいる可能性もあるということです」と指摘した。
先述した「第2の頂き女子りりちゃん」事件で2025年2月28日までに逮捕されたホストの男にも組織的犯罪処罰法違反が適用された。

#### 取り締まり強化と売掛規制
2023年11月9日には立憲民主党の塩村文夏により参議院内閣委員会で「悪質ホスト問題」が取り上げられた。これを受けて警察庁は2023年11月16日、全国の警察にホストクラブ取り締まり強化の通達を行い、同年11月と12月には全国の店舗の約7割で立ち入り検査が行われた。また、2024年1月から2月には全国で203件の行政処分が下された。
2023年11月17日には新宿区長の吉住健一が、売掛金禁止条例の創設について憲法の職業の自由、民法の契約の自由などの観点から難しいと述べ、ホストクラブ側に売掛の自主規制を求める方針を示した。
2023年11月30日（第212回国会）・2024年6月7日（第213回国会）には、立憲民主党が悪質ホストクラブに関する風俗営業等の規制及び業務の適正化等に関する法律（風営法）の改正案を衆議院へ提出した。
歌舞伎町のホストクラブでは全店舗の7割に当たる220店が参加する業界団体が設立され、2024年1月から売掛金の規模を段階的に制限、4月には全面的に禁止する方針が示された。全面禁止は予定通り4月から実施され、ホストクラブ側が女性客の仕事を把握し金銭を管理することができなくなった。一方で売掛規制が「守られていない」との指摘も出ている。
警察庁が2024年12月19日にまとめた悪質ホストクラブを規制する風営法の改正原案は、第217回国会会期中の2025年3月7日に閣議決定され、同国会での成立が目指されている。

## 事件を扱った作品
- 映画『頂き女子』予告編（2024年）[55]

オパルス制作、2024年10月24日YouTubeで公開。
被害弁済プロジェクトの一環として制作予定であった映画の予告編ショートムービー。
主演・りりちゃん（女A）役は月街えいが務めた。
- ザ!世界仰天ニュース 2時間スペシャル「頂き女子りりちゃん!約1億5千万貢がせた手口のネット公開と獄中日記」[15]

日本テレビ系、2025年4月1日放送。
再現ドラマの主演・りりちゃん（女A）役は杉浦しづきが務めた。